# Джбейна
Джбейна (мальт. Ġbejna, мн. мальт. ġbejniet) — національний вид мальтійського сиру з козячого або овечого молока, солі і сичугового ферменту. Сироробним регіоном Республіки Мальта вважається острів Гоцо. Назва сиру «Ġbejna» — захищена регіональна назва в ЄС.

## Приготування
Сир готують з пастеризованого і непастеризованого молока овець або кіз. Сир викладають у спеціальні форми, які раніше робили з очерету, а тепер із пластику, і висушують. Існуюти три основні різновиди джбейни: свіжий (мальт. ġbejniet friski), сушений (мальт. ġbejniet moxxi) і з перцем (мальт. ġbejniet tal-bżar). Свіжий сир зберігається в сироватці і дуже схожий за смаком і текстурою на італійську моцарелу. Сушений сир має пікантний смак з нотками мускатного горіха. Сир в молотом чорному перці зазвичай зберігається в оливковій олії або спеціальному маринаді, і чим довше витримується сир, тим пікантніше і гостріше стає його смак.

## В мальтійській кухні
Джбейна використовується як смакова добавка при приготуванні соусів, він входить до складу національної мальтійської страви — «суп вдови» (мальт. soppa tal-armla) і з нього роблять начинку для мальтійського хліба хобз біз-зейт (мальт. ħobż biż-żejt). Цей сир часто подають до спагеті і використовують при приготуванні піци.